# Adriana Moisés Pinto
Adriana Moisés Pinto -conocida como Adrianinha- (Franca, 6 de diciembre de 1978) es una jugadora brasileña de baloncesto que ocupa la posición de base.
Fue parte de la Selección femenina de baloncesto de Brasil con la que alcanzó la medalla de bronce en los Juegos Olímpicos de Sídney 2000. En el ámbito no olímpico, junto al seleccionado brasileño ganó la medalla de bronce en los Juegos Panamericanos de 2003 realizados en Santo Domingo y en los Juegos Panamericanos de 2007 en Río de Janeiro; además, fue campeona del Campeonato Sudamericano de Baloncesto adulto realizado de Brasil en 1999, Perú en 2001, Ecuador en 2003 y Chile en 2010.
A nivel internacional, ha defendido la camiseta de los Phoenix Mercury perteneciente a la Women's National Basketball Association (WNBA), y el HS Penta Faenza, entre otros.
Participó en cinco Juegos Olímpicos de forma consecutiva.